# Франк, Соломон
Соломон Франк, Саломон Франк (нем. Salomo Franck; 6 марта 1659, Веймар — 11 июля 1725, там же) — немецкий литератор и чиновник, известный как автор текстов к ряду произведений Иоганна Себастьяна Баха, написанных в 1714—1717 гг. в Веймаре.
Франк изучал право и теологию в Йенском университете, затем занимал различные должности в Йене, Арнштадте и Веймаре. На рубеже XVII—XVIII веков был секретарём Веймарской консистории, а также заведовал библиотекой и мюнц-кабинетом герцога Саксен-Веймарского Вильгельма Эрнста. Первый известный опыт сочинения Франком текстов для духовных песнопений относится к 1697 году. В сотрудничестве с Бахом были созданы как духовные, так и светские кантаты, общим счётом около 15 сочинений.

## Работы
- Madrigalische Seelen-Lust über das heilige Leiden unsers Erlösers (1697)
- Цикл кантат для христианских праздников в 1714/1715: Evangelisches Andachts-Opffer
- Цикл кантат для христианских праздников в 1715/1716: Evangelische Seelen-Lust
- Цикл кантат для христианских праздников в 1716/1717: Evangelische Sonn- und Fest-Tages-Andachten
- Heliconische Ehren-, Liebes- und Trauer-Fackeln, Веймар, Йена (1718)